# La Rectoria (Sant Salvador de Toló)
La Rectoria és una casa de Sant Salvador de Toló, al municipi de Gavet de la Conca (Pallars Jussà) inclosa a l'Inventari del Patrimoni Arquitectònic de Catalunya.

## Descripció
Habitatge unifamiliar entre mitgeres, de planta baixa i dos pisos. Al canviar l'ús a casa de lloguer es van obrir finestres a la façana a causa de la necessitat de més habitacions.
El portal de l'entrada és adovellat i al costat hi ha un passatge al qual s'accedeix per un arc rebaixat. La resta d'obertures són rectangulars i una d'elles té una balconera de pedra amb llindes regulars. Els murs estan realitzats en pedra irregular i la coberta és de teula àrab.

## Història
A la clau de la volta hi ha gravada la data 1576.